# L'esecutore
L'esecutore (titolo originale Paganinikontraktet) è un romanzo giallo dello scrittore svedese Lars Kepler, pubblicato in Svezia nel 2010.
Il libro è il secondo della serie con protagonista l'ispettore di origini finniche Joona Linna, della polizia criminale di Stoccolma.
La prima edizione del romanzo è stata pubblicata nell'anno 2010 da Longanesi.

## Trama
Carl Palmcrona viene ritrovato morto all'interno del suo appartamento. È stato impiccato ed ora sembra che il suo corpo fluttui sospeso nell'aria, mentre il suono di un violino, in una perfetta esecuzione, riempie la stanza. L'ispettore della omicidi di Stoccolma, Joona Linna, capisce subito che c'è qualcosa di strano in quella scena e che sicuramente non si tratta di suicidio. Da questo momento comincia la sua nuova indagine, aiutato dalla sua squadra, per capire il motivo per cui l'uomo sia stato giustiziato in questo modo.

## Edizioni
- Lars Kepler, L'esecutore, traduzione di Alessandro Bassini, Monica Corbetta e Barbara Fagnoni, Longanesi, 2010. ISBN 978-88-304-2899-7.
- Lars Kepler, L'esecutore, traduzione di Alessandro Bassini, Monica Corbetta e Barbara Fagnoni, TEA, 2012. ISBN 978-88-502-2766-2.
- Lars Kepler, L'esecutore, traduzione di Alessandro Bassini, Monica Corbetta e Barbara Fagnoni, TEA, 2014. ISBN 978-88-502-3653-4.